# Б’вана Зверь
Б'вана Зверь (англ. B'wana Beast) — вымышленный персонаж, супергерой, во Вселенной DC, который может общаться с животными, а также объединять несколько животных в одно существо. Он впервые появился в Showcase #66 (Январь 1967) и был создан Бобом Хэнэем и Майком Сековски.

## История публикаций
Б'вана Зверь появился в Showcase #66-67. Он не появлялся снова до выпуска DC Challenge, в котором он и Дджуба объединились с Конго Биллом. Его следующее появление, примерно в это же время, было в Crisis on Infinite Earth в 1985. Он затем показался в Swap Thing Annual #3 в 1987. После этого, он появился в Animal Man #1, 2 , 3, 4 и 13 в 1988, впоследствии вернувшись в качестве Сияющего Человека в Animal Man #47-50.
Он также делает появление в мультипликационной серии Justice League Unlimited в выпуске #29. Там он помогает Человеку-животному в разгроме Пчелиной Королевы.

## Вымышленная биография персонажа
В своей наиболее известной инкарнации, его имя - Майк Максвелл. Максвелл обладает шлемом и эликсиром, которые предоставляют ему его силы. Эти силы - управление сознанием и способность объединять двух совместно живущих животных, чтобы сделать одно могущественное существо под контролем Б'вана Зверя.
С помощью своего компаньона гориллы, Дджубы, в секретном укрытии наверху Горы Килиманджаро, смотритель Майк Максвелл пьет вышеупомянутый эликсир и надевает шлем, чтобы стать Б'вана Зверем. В выпуске происхождения, он борется с Хамидом Али, "Он, Кто Никогда Не Умрет".
В первоначальной арке истории Animal Man, написанной Грантом Моррисоном, Б'вана Зверь путешествует в Америку, чтобы спасти Дджубу, который был захвачен учеными и заражен экспериментальной формой сибирской язвы. Он не смог спасти Дджубу и сам заражен этой болезнью, но он вылечен Человеком-животным, который подражает силы Б'вана Зверя, чтобы объединить его лейкоциты в формы, способные бороться с болезнью. В Animal Man #13 (Июль 1989), также написанной Моррисоном, Максвелл решает выйти в отставку и выполняет церемонию, чтобы найти преемника. Он передает шлем и эликсир южноафриканскому активисту по имени Доминик Мндо, который принимает имя Свободного Зверя.
Майк Максвелл возвращается в Animal Man #47 (Май 1992), повреждённый и находившийся в собственности разрушительной силой, названной Антагоном, и преобразованный в злого Сияющего Человека. В следующем сражении, Максвелл убит. Б'вана Зверь возвращен для перезапуска DC Интернациональной Лиги Справедливости. Ему отказывают, но не известно, станет ли он участником позже.

## Силы и способности
Б'вана Зверь обладает большой силой, скоростью, рукопашным боем, охотничьими и отслеживающими способностями. У него также есть способность общаться с животными. У него также есть способность объединять двух животных вместе, чтобы сформировать химеру, или (как он выразился) он объединяет лучшее из двух разных существ, чтобы создать непобедимую силу. Он может объединить до четырёх существ, которые могут включать человека, но это требует большой концентрации. Он может также отменить объединение, если в этом возникает необходимость. По большей части, когда эти животные объединены, Б'вана в состоянии приобрести их в помощь в ситуациях необходимости. То ли это из-за его способности общаться с ними, или инстинкт с их стороны, не известно.

## Вне комиксов

### Телевидение
- Б'вана Зверь был показан в Лиге Справедливости: Без Границ, эпизод "Эта маленькая свинка", озвученный Питером Онорати. Он был нанят Бэтменом за свои превосходные отслеживающие навыки в поиске Чудо-женщины, которая мистически была преобразована в свинью Цирцеей. В этой инкарнации, Б'вана Зверю был дан нью-йоркский акцент и личность синего воротничка, чтобы соответствовать, и его способности были представлены как анималистические подвиги ловкости и способности общаться с животными. Согласно комментарию DVD для эпизода, обольстительное рычание Б'вана Зверя к Затанне было фактически выполнено дизайнером производителя/персонажа Джеймсом Такером. Питер Онорати может не совсем понял, как Такер шагнул, чтобы получить это. Кроме того, Б'вана Зверь появляется в эпизоде "Паника в небе", в котором он сражается против захватчиков Сторожевой Башни.

Б'вана Зверь в Лиге Справедливости: Без Границ

- Б'вана Зверь в Лиге Справедливости: Без ГраницБ'вана Зверь появляется в Бэтмен: Отважный и смелый, озвученный Кевином Майклом Ричардсоном. Майк Максвелл был американским рестлером в Африке с низкой самооценкой, который проиграл местное соревнование по борьбе Дджубе (в этой инкарнации, Дджуба - обезьяна в маске). Позже, после вытирая лицо водой, загрязненной радиоактивными отходами, он развивает свои силы объединения и более поздние победы в борьбе с Дджубой, заработав его маску и имя. Во "Вторжение Изгоев!", он помогает Бэтмену в его борьбе с Чёрной Мантой. Б'вана Зверь возвращается в "Гориллах в нашей среде", помогая Лисице помешать Убийце Моли и его прихвостням ограбить бронированную машину, в то время как Бэтмен был в отъезде. Позже в эпизоде, Лисица просит Б'вана Зверя жениться на ней. В "Осаде Старро! Часть первая", Б'вана Зверь помогает Бэтмену и героям Бустер Голду, Огненному Шторму, Капитану Марвелу остановить Безликого Охотника и вторжение Старро. Охотник очарован способностями Б'вана и похищает его, когда Старро побежден. В "Осаде Старро! Часть вторая", Безликий Охотник использует силы Б'вана Зверя, чтобы объединить вместе паразитов Старро в гигантское, разрушительное животное. Когда Бэтмен побеждает Безликого Охотника, Б'вана использует всю свою силу, чтобы разделить животное Старро, жертвуя собой в процессе; убитая горем Лисица и другие герои устанавливают ему статую после того, как он умер. Голос за кадром объявляет им, "Я буду делать это снова и снова, в сердцебиении колибри". Б'вана Зверь появляется в заключительном эпизоде "Падение Клеща" на вечеринке, где все персонажи собираются вместе, чтобы отпраздновать конец их шоу на вечеринке, где он, как замечено, воссоединился с Лисицей.
- Б'вана Зверь появляется в Юных титанах, вперед!, эпизод "Вы уволены!" Он замечен среди героев, прослушивающих, чтобы быть заменой Биста Боя. Он - второй человек, чтобы прослушиваться и немедленно высмеян Киборгом. Демонстрируя свои силы, он объединяет любимого Силка Старфаера с кроликом. Испуганные результатами, Титаны немедленно отвергают его.

### Видео игры
- Б'вана Зверь появляется в DC Universe Online.

### Игрушки
Четыре игрушечных фигурки Б'вана Зверя были произведены игрушечным изготовителем Mattel. Первая была выпущена как часть Лига Справедливости: Без Границ компании, помещенную в коробку с набором из шести фигур (вместе с Багровой Лисой, Суперменом, Мертвецом, Командиром Сталью и Вайбом). Две фигурки его сходства сериала Бэтмен: Отважный и смелый были произведены, один в пятидюймовом масштабе (названный "Мачете Б'вана Зверь" после своих аксессуаров и особенностей действий), и другой в двух пакетах с Бэтменом как часть маленькой серии Действия Лиги (подобные в размере и дизайне с фигурками Marvel Super Hero Squad). Масштабом шесть дюймов фигурка DC Universe Classic Б'вана Зверя была выпущена в "Справедливости в Джунглях", в двух пакетах с Человеком-животным в декабре 2009 как эксклюзив интернета MattyCollector.com.